# Liste der Stolpersteine in der Provinz Ciudad Real

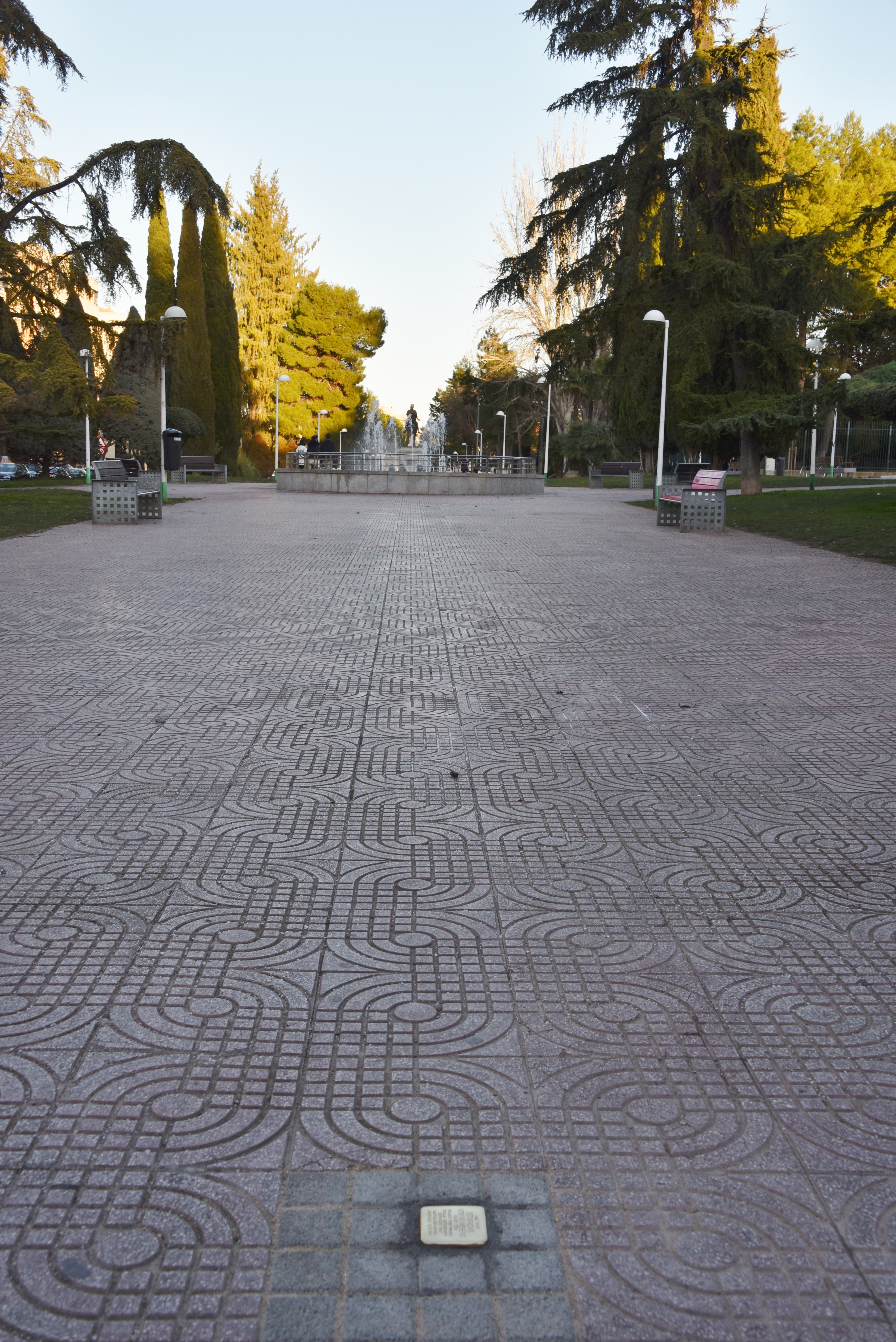
Stolperstein in Ciudad Real

Die Liste der Stolpersteine in der Provinz Ciudad Real enthält die Stolpersteine, die vom deutschen Künstler Gunter Demnig in der spanischen Provinz Ciudad Real verlegt wurden. Die Provinz Ciudad Real zählt zur Autonomen Gemeinschaft Kastilien-La Mancha. Stolpersteine erinnern an das Schicksal der Menschen, die von den Nationalsozialisten ermordet, deportiert, vertrieben oder in den Suizid getrieben wurden. Sie liegen im Regelfall vor dem letzten selbstgewählten Wohnsitz des Opfers. Die kastilische Übersetzung des Begriffes Stolpersteine lautet: pedres que fan ensopegar. In Spanien werden sie jedoch zumeist piedras de la memoria (Erinnerungssteine) genannt.
Die ersten Verlegungen in der Provinz fanden am 26. Januar 2022 in Campo de Criptana statt.

## Verlegte Stolpersteine

### Alcázar de San Juan
In Alcázar de San Juan sollen zehn Stolpersteine verlegt worden sein.
| Stolperstein | Übersetzung | Verlegeort | Name, Leben                           |
| ------------ | --- | ---------- | ------------------------------------- |
|              | HIER LEBTE SALVADOR ABENGÓZAR CAMPOS GEBOREN 1911 EXIL FRANKREICH DEPORTIERT 1941 MAUTHAUSEN ERMORDET 22.12.1941 GUSEN |            | Salvador Abengózar Campos (1911–1941) |

### Almagro
In Almagro wurden vier Stolpersteine verlegt.
| Stolperstein | Übersetzung | Verlegeort                                | Name, Leben                            |
| ------------ | --- | ----------------------------------------- | -------------------------------------- |
|              | HIER LEBTE PEDRO CHAVES ÁLVAREZ GEBOREN 1912 EXIL 1939 FRANKREICH STALAG PARIS DEPORTIERT 1943 MAUTHAUSEN-GUSEN BEFREIT                      | C. Nuestra Señora de las Nieves 6 Almagro | Pedro Chaves Álvarez (1912–)           |
|              | HIER LEBTE AUGUSTÍN PARRAS BARBA GEBOREN 1905 EXIL 1939 FRANKREICH STALAG TRIER DEPORTIERT 1941 MAUTHAUSEN-GUSEN ERMORDET 6.1.1942           | C. Santa Ana 10 Almagro                   | Agustín Parras Barba (1905–1942)       |
|              | HIER LEBTE ANTONIO RODRÍGUEZ ESPINOSA GEBOREN 1912 EXIL 1939 FRANKREICH STALAG MOOSBURG DEPORTIERT 1940 MAUTHAUSEN-GUSEN ERMORDET 19.11.1941 | C. Mora 3 Almagro                         | Antonio Rodríguez Espinosa (1912–1941) |
|              | HIER LEBTE MANUEL RUIZ ESPINOSA GEBOREN 1913 EXIL 1939 FRANKREICH STALAG LUDWIGSBURG DEPORTIERT 1941 MAUTHAUSEN-GUSEN BEFREIT                | C. San Lázaro 7 Almagro                   | Manuel Ruiz López (1913–1941)          |

### Arenales de San Gregorio
In Arenales de San Gregorio wurde ein Stolperstein verlegt.
| Stolperstein | Übersetzung | Verlegeort             | Name, Leben                           |
| ------------ | --- | ---------------------- | ------------------------------------- |
|              | HIER LEBTE WENCESLAO FERNÁNDEZ GÓMEZ GEBOREN 1907 EXIL 1939 FRANKREICH STALAG ALTENGRABOW DEPORTIERT 1941 MAUTHAUSEN-GUSEN ERMORDET 28.11.1941 | Calle El Molinillo, 16 | Wenceslao Fernández Gómez (1907–1941) |

### Campo de Criptana
In Campo de Criptana wurde an zwei Anschriften jeweils ein Stolperstein verlegt.
| Stolperstein | Übersetzung | Verlegeort             | Name, Leben |
| ------------ | --- | ---------------------- | --- |
|              | HIER LEBTE MARINO SÁNCHEZ ORTIZ GEBOREN 1914 EXIL 1939 FRANKREICH STALAG FALLINGBOSTEL DEPORTIERT 1941 MAUTHAUSEN-GUSEN ERMORDET 13.1.1942 | Plaza Pozo-Hondo, 22   | Marino Sánchez Ortiz wurde am 28. Februar 1914 in Campo de Criptana geboren. Er war Bauarbeiter. Im Jahr 1939 ging er nach Frankreich ins Exil und kämpfte dort gegen das NS-Besatzungsregime. Er wurde verhaftet, war im Stalag XI B im niedersächsischen Fallingbostel interniert und erhielt die Häftlingsnummer 11452. Am 22. Mai 1941 wurde er in das KZ Mauthausen deportiert. Seine Häftlingsnummer dort war 3848. Marino Sánchez Ortiz wurde dort am 13. Januar 1942 vom NS-Regime ermordet. |
|              | HIER LEBTE ÁNGEL SEPÚLVEDA BEAMUD GEBOREN 1902 EXIL 1939 FRANKREICH STALAG STRASSBURG DEPORTIERT 1940 MAUTHAUSEN-GUSEN ERMORDET 12.9.1941  | Calle Ramón y Cajal, 6 | Ángel Sepúlveda Beamus wurde am 24. März 1902 in Campo de Criptana geboren. Er war Arbeiter. 1939 ging er nach Frankreich ins Exil und kämpfte dort gegen das NS-Besatzungsregime. Er wurde verhaftet, war im Stalag V D in Straßburg interniert und erhielt die Häftlingsnummer 2698. Am 13. Dezember 1940 wurde er in das KZ Mauthausen deportiert. Seine Häftlingsnummer dort war 5280. Ángel Sepúlveda Beamus wurde dort am 12. September 1941 vom NS-Regime ermordet.                           |

### Ciudad Real
In Ciudad Real wurden an sechs Anschriften jeweils ein Stolperstein verlegt.
| Stolperstein | Übersetzung | Verlegeort                | Name, Leben                          |
| ------------ | --- | ------------------------- | ------------------------------------ |
|              | HIER LEBTE JORGE BLANCO ALLEGUE GEBOREN 1911 EXIL 1939 FRANKREICH STALAG FALLINGBOSTEL DEPORTIERT 1941 MAUTHAUSEN-GUSEN ERMORDET 8.12.1941     | Calle Ciprés, 10          | Jorge Blanco Allegue (1911–1941)     |
|              | HIER LEBTE ADOLFO CARABALLO ISA GEBOREN 1918 EXIL 1939 FRANKREICH STALAG KREMS-GNEIXENDORF DEPORTIERT 1941 MAUTHAUSEN-GUSEN ERMORDET 25.6.1942 | Calle Juan Caba, 1        | Adolfo Caraballo Isa (1918–1942)     |
|              | HIER LEBTE ELOY MOLINA MARTÍNEZ GEBOREN 1918 EXIL 1939 FRANKREICH STALAG FALLINGBOSTEL DEPORTIERT 1941 MAUTHAUSEN-GUSEN ERMORDET 19.12.1941    | Plaza de San Francisco, 1 | Eloy Molina Martínez (1918–1941)     |
|              | HIER LEBTE DEOGRACIAS MORENO MORENO GEBOREN 1915 EXIL 1939 FRANKREICH STALAG ALTENGRABOW DEPORTIERT 1941 MAUTHAUSEN-GUSEN ERMORDET 8.12.1941   | Paseo Pablo Ruiz Picasso  | Deogracias Moreno Moreno (1915–1941) |
|              | HIER LEBTE RICARDO MUNGUÍA ANTOLÍN GEBOREN 1917 EXIL 1939 FRANKREICH STALAG MOOSBURG DEPORTIERT 1941 MAUTHAUSEN-GUSEN ERMORDET 21.1.1942       | Calle Toledo, 57          | Ricardo MunguÍa AntolÍn (1917–1942)  |
|              | HIER LEBTE RAFAEL RINCÓN SALINERO GEBOREN 1915 EXIL 1939 FRANKREICH STALAG ANGOULÊME DEPORTIERT 1940 MAUTHAUSEN-GUSEN ERMORDET 19.12.1941      | Plaza Mayor, 24           | Rafael Rincón Salinero (1915–1941)   |

### Manzanares
In Manzanares wurden fünf Stolpersteine verlegt.

### Miguelturra
In Miguelturra wurde ein Stolperstein verlegt.
| Stolperstein | Übersetzung | Verlegeort           | Name, Leben                           |
| ------------ | --- | -------------------- | ------------------------------------- |
|              | HIER LEBTE RAIMUNDO DOMÍNGUEZ GARCÍA GEBOREN 1918 EXIL 1939 FRANKREICH STALAG FALLINGBOSTEL DEPORTIERT 1941 MAUTHAUSEN-GUSEN ERMORDET 10.7.1942 | Calle Juan XXIII, 23 | Raimundo Dominguez García (1918–1942) |

### Pozuelo de Calatrava
Ein Stolperstein in Pozuelo de Calatrava.

## Verlegedaten
- 26. Januar 2022: Campo de Criptana
- 27. Januar 2022: Arenales de San Gregorio, Ciudad Real, Miguelturra[18]
- 21. Juli 2023: Almagro